# Atopsyche japoda
Atopsyche japoda is een schietmot uit de familie Hydrobiosidae. De soort komt voor in Mexico.